# Lispe nivalis
Lispe nivalis är en tvåvingeart som beskrevs av Christian Rudolph Wilhelm Wiedemann 1830. Lispe nivalis ingår i släktet Lispe och familjen husflugor. Inga underarter finns listade i Catalogue of Life.